# Porfobilinogeno deaminasi
La porfobilinogeno deaminasi è un enzima (o meglio, sono due isoenzimi in base allo splicing alternativo) che trasforma il porfobilinogeno in idrossimetilbilano.
In particolare, questo enzima forma per deaminazione un legame tioetere con un residuo di porfobilinogeno, poi prosegue la deaminazione su altri cinque residui di porfobilinogeno così da formare una struttura esapirrolica. L'esapirrolo è scisso per idrolisi, in questo modo da una parte si ha il complesso porfobilinogeno deaminasi + dipirrometano, e dall'altra parte si libera idrossimetilbilano. L'enzima poi ricomincia il ciclo su altre molecole di porfobilinogeno.
L'idrossimetilbilano è una molecola instabile che si chiude spontaneamente in una struttura tetrapirrolica, formando l'uroporfirinogeno I. In base all'ordine in senso orario dei sostituenti dell'anello tetrapirrolico, l'uroporfirinogeno può rimanere tale o essere convertito dall'uroporfirinogeno III cosintasi in uroporfirinogeno III (ABABABAB si ottiene il tipo I, con ABABABBA si ottiene il tipo III).